# Josep Almudéver Mateu
Josep Eduard Almudéver Mateu (Marsella, 30 de juliol de 1919 - França, 24 de maig de 2021) fou un Brigadista Internacional francés originari d'Alcàsser (Horta Sud).
Nascut a Marsella, durant la seua infantesa va viure a Casablanca i Alcàsser. El Colp d'estat del 18 de juliol de 1936 l'agafa en València, i es presenta com a voluntari, sent encara menor d'edat, primer a la Columna Germania on el rebutgen, i posteriorment a la Columna Pablo Iglesias, on l'accepten en ocultar la seua edat real. És destinat al Front de Terol, a la localitat de Cubla. Al front fou ferit i enviat a la rereguarda. Una vegada recuperat, a Silla, entra en contacte amb voluntaris italians de la Bateria Carlo Roselli, que l'acceptarien a dins de la 129a Brigada Internacional. En gener de 1939 és repatriat a França quan el Comité de No Intervenció acorda traure d'Espanya els combatents estrangers.
Almudéver tornarà a València, en un moment en què la fi de la Guerra Civil espanyola és imminent. Fuig al Port d'Alacant amb la seua família d'Alcàsser i és fet presoner. Entre 1944 i 1947 col·laboraria amb l'Agrupació Guerrillera de Llevant, fins que és descobert i fuig a França, on s'instal·la.
En 2016 va ser nomenat ambaixador per la Generalitat Valenciana en el marc dels premis 9 d'octubre. Va morir el 24 de maig de 2021, a França, amb 101 anys.

## Galeria
- Entrevista a Josep Almudéver a La Represa, maig de 2016.